# Лебединский, Борис Иванович
Бори́с Ива́нович Лебеди́нский (17 октября 1891, Луга — 8 октября 1972, Иркутск) — советский график, живописец. Заслуженный деятель искусств РСФСР (1957).
Работы находятся в Третьяковской галерее, Государственном музее изобразительных искусств имени А. С. Пушкина, Государственном Русском музее, Иркутском областном художественном музее и других музеях.

## Биография
Родился 17 октября 1891 года в Луге, Санкт-Петербургской губернии. Окончил Центральное училище технического рисования барона Штиглица в Санкт-Петербурге (известное училище им. В.П. Мухиной, ныне Санкт-Петербургская государственная художественно-промышленная академия имени А.Л. Штиглица), а также Рисовальную школу Императорского Общества Поощрения Художеств (до 1882 года — О́бщество поощре́ния худо́жников). Специализировался по классу офорта и гравюры у В.В. Матэ. Его учителями были И.Я. Билибин, Н.К. Рерих, А.А. Рылов.
Познакомившись с природой Сибири в 1916г и будучи покорен красотой Прибайкалья, художник с семьей переехал в Иркутск в 1917г. С 1918г. был членом Восточно-Сибирского отделения Русского географического общества, участвовал в экспедициях по Сибири, принимал участие в создании Сибирской советской энциклопедии. В 1920г. стал председателем Иркутского общества художников. Участвовал во многих научно-исследовательских экспедициях (археологических, биолого-географических, палеонтологических). Будучи увлечен палеогеологией, создавал учебные пособия, картины-реконструкции вымершего животного мира.
В 1932г. переехал в Ленинград. Выдающийся географ  В.П. Семенов-Тян-Шанский пригласил его научным сотрудником в Центральный географический музей. Там Лебединский участвовал в создании видовых картин и панно, панорамных макетов, рельефных карт, географических моделей.
В апреле 1933г. был осужден на 5 лет лагерей по ст. 58-10 и 11 УК за хранение антисоветской литературы (репрессированный художник Б.В. Шевяков попросил сохранить его библиотеку). Отбыв 1 год на Соловках, был условно-досрочно освобожден после многочисленных ходатайств и прошений о помиловании. Поскольку проживание в Ленинграде было запрещено, художник с семьей переехал в Старую Руссу.
С началом войны Лебединские эвакуировались в Горьковскую область, в Иркутск вернулись в 1944г. Преподавал в художественном училище, работал художником Иркутского отделения Художественного фонда СССР, активно участвовал в областных, республиканских, всесоюзных выставках. Возглавлял Иркутскую комиссию по охране памятников старины и искусства; в течение трех созывов избирался депутатом Иркутского городского Совета.
Умер в 1972 г в Иркутске. Похоронен на Лисихинском кладбище.

## Память

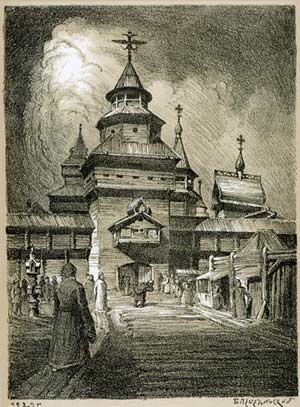
Спасская башня Иркутского кремля

- В Иркутске на доме, где работал Борис Лебединский, установлена мемориальная доска[3].